# Whitley (Wiltshire)
Whitley – wieś w Anglii, w hrabstwie Wiltshire. Leży 44 km na północny zachód od miasta Salisbury i 142 km na zachód od Londynu.